# Piotr Jabłkowski
Piotr Krzysztof Jabłkowski (ur. 10 marca 1958 w Opolu) – polski szpadzista, srebrny medalista olimpijski.
Zdobył brązowy medal podczas mistrzostw świata juniorów w Madrycie w 1978 roku. Bronił barw Startu Opole, a później AZS Politechnika Wrocławska. W 1980 był wicemistrzem Polski w rywalizacji indywidualnej. W tym samym roku wystartował na igrzyskach olimpijskich w Moskwie, gdzie reprezentacja Polski w składzie: Andrzej Lis, Piotr Jabłkowski, Mariusz Strzałka, Ludomir Chronowski i Leszek Swornowski zdobyła srebrny medal. W turnieju indywidualnym zajął 22. miejsce.
Nie zdobył medalu mistrzostw świata. W 1978 roku zajął czwarte miejsce w turnieju indywidualnym na mistrzostwach świata w Hamburgu.
Walczył także we florecie.
W 1980 roku został wicemistrzem Polski.